# Thortveitit

Thortveitit är ett mineral som består av skandium- och yttriumsilikat, (Sc,Y)2Si2O7 .

## Egenskaper
Thortveitit är ett smutsgrönt till svart, medelhårt mineral, som bildar prismatiska kristaller.

## Förekomst
Thortveitit uppträder i granitpegmatiter och har hittats i pegmatiter i bland annat Norge och på Madagaskar. Mineralet namngavs 1911 av Gunder Olaus Olsen efter Olaus Thortveit, en norsk ingenjör.

## Användning
Thortveitit är en primär källa för utvinning av skandium. Ett tag var thortveitit dyrare än guld.

### Allmänna källor
- Bra Böckers lexikon, 1980.
- http://www.mindat.org/min-3950.html